# قائمة زملاء الجمعية الملكية المنتخبين في 1815
هذه الصفحة تعرض قائمة زملاء الجمعية الملكية المُنتخبين لعام 1815.

## الزملاء
- Sir George Mackenzie, 7th Baronet [الإنجليزية]‏
- Sir Henry Holland, 1st Baronet [الإنجليزية]‏
- William Martin Leake [الإنجليزية]‏
- Benjamin Travers [الإنجليزية]‏
- Thomas Lister Parker [الإنجليزية]‏
- Sir George Warrender, 4th Baronet [الإنجليزية]‏
- George D'Oyly [الإنجليزية]‏
- بيتر مارك روجيه
- ويليام هنري فيتون
- John Rickman (parliamentary official) [الإنجليزية]‏
- John Haighton [الإنجليزية]‏
- James Ivory (mathematician) [الإنجليزية]‏
- جون وارد [الإنجليزية]‏
- Thomas Allan (mineralogist) [الإنجليزية]‏
- ديفيد بروستر
- Sir Christopher Hawkins, 1st Baronet [الإنجليزية]‏
- John Whishaw [الإنجليزية]‏

## الأعضاء الأجانب
- لوي جوزيف غي لوساك
- ألكسندر فون هومبولت
- جان بابتيست بيو